# 羅森 (順治進士)
羅森，北直隸順天府大興縣（今北京市境内），清朝政治人物、进士出身。
顺治四年，登进士，授山西陽和府蔚州靈丘縣知縣，后任兵部職方司督捕主事、分巡東湖道；后改江西按察司僉事、陝西督糧道。顺治十六年，任山西學政，后任江南巡驛道。康熙五年，任浙江按察使。康熙六年，改陝西右布政使。康熙六年，任鞏昌布政使。康熙八年，改甘肅布政使。康熙十年，任四川巡撫。康熙十二年，授工部右侍郎銜。